# Dravabanaat

Dravabanaat

Het Dravabanaat (Sloveens: Dravska banovina) was een provincie (banovina) van het Koninkrijk Joegoslavië tussen 1929 en 1941. De provincie omvatte grotendeels het hedendaagse Slovenië. De provincie werd vernoemd naar de rivier de Drava. De hoofdstad was Ljubljana.

## Geschiedenis
In 1941, tijdens de Tweede Wereldoorlog, bezetten de asmogendheden het banaat en verdeelden het onder nazi-Duitsland, Italië, Hongarije en de Onafhankelijke Staat Kroatië.
Na de oorlog werd de regio hersteld en kreeg er een klein Italiaans grondgebied bij. Slovenië werd nu opgenomen in de Socialistische Federale Republiek Joegoslavië.